# Das Mädchen hinter der Tür
Das Mädchen hinter der Tür ist ein deutscher Fernsehfilm der Frühling-Filmreihe von Tom Zenker, der am 29. Januar 2023 erstmals im ZDF ausgestrahlt wurde. Die Erstveröffentlichung erfolgte am 22. Januar 2023 in der Online-Mediathek des ZDF.
Die Dorfhelferin Katja Baumann, gespielt von Simone Thomalla, steht Familien in Notsituationen zur Seite. Es ist der 41. Film einer Reihe, in der es sich um die Einwohner des Ortes Frühling dreht.

## Handlung
Eigentlich hat Katja in den kommenden zwei Wochen Urlaub. Es kommt jedoch anders als geplant. Katja hat Catrin Zerbe angeboten, ihre Tochter Greta samt Freundin Emily bei sich aufzunehmen, während Catrin mit ihrem Bruder Simon Fries erstmals gemeinsam wegfährt.
Maria Ronzheimer ist davon überzeugt, die Tiere vor dem Bösen der Welt retten zu können. Von der Außenwelt abgekapselt, hält sie Unmengen von Katzen, Kleinnagern und Vögeln in ihrem Haus. Auf dem Parkplatz des Supermarkts in Frühling nimmt das Schicksal seinen Lauf: Maria fällt eine ihrer Tüten voller Tierfutter aus der Hand. Während sie auf dem Boden die verstreuten Dosen aufsammelt, wird sie von Leslie, die gerade mit Ali telefoniert und dabei rückwärts fährt, angefahren und muss ins Krankenhaus.
Lilly ist schockiert, als sie in dem Glauben ein oder zwei Haustiere bei Maria füttern zu müssen, auf ein abgelegenes Grundstück trifft. Hier wohnen einhundert und mehr Tiere und im Garten befindet sich ein Tierfriedhof. Maria leidet zweifelsfrei an krankhaftem Animal Hoarding (Tiersammelsucht). Um die Tiere kümmert sich daraufhin das Veterinäramt.
Katja kümmert sich mithilfe von Lilly, Greta und ihrer Freundin Emily trotz ihres Urlaubs um Maria, die außer ihren Tieren niemanden im Leben hat. So gelingt es Katja, dass Maria wieder zu sprechen beginnt. Sie vertraut sich Katja an und berichtet, wie gemein ihr Vater Hans Lorenz, ein einflussreicher Politiker, zu Tieren gewesen ist. So hat dieser unter anderem Frösche die Toilette hinunter gespült.
Auch kam ans Licht, dass ihr Vater sie als Kind sexuell missbraucht hat. Katja verurteilt Hans Lorenz Taten und stellt ihn zur Rede. Er interessiert sich null für seine Tochter, auch nicht nach diesem Unfall. Katja wirft ihm in ihrer Wut ein Wohnzimmerfenster ein und erhält dafür erstmals in ihrem Leben eine Anzeige wegen Vandalismus und Hausfriedensbruchs. Ihr wurde weiterhin untersagt, je über die Vorfälle zu sprechen.
Die Tiere durfte Maria nicht bei sich behalten.

## Nebenhandlungen
Adrian ist total verknallt – in Amelie Kreuser – er lädt sie zu sich zum Abendessen ein. Aber es kommt anders. Amelie bekommt im „Carpe Diem“ von Ingo einen Heiratsantrag und nimmt an. Zuvor hatte sie die Beziehung zunächst beendet und kam nach Frühling.
Greta ist in Tommy verliebt. Lucy warnt sie vor Antonia, die es nicht erträgt, wenn nicht jeder auf sie steht.
Adrian ist deprimiert, da es mit Amelie nicht funktioniert hat. Er und Greta bauen einander wieder auf.
Greta kommt mit Tommy zusammen, wobei Antonia die glückliche Zweisamkeit der beiden nun täglich in der Schule ertragen muss.
Leslie verstieß bei dem Unfall gegen § 229 Strafgesetzbuch: Fahrlässige Körperverletzung
„Wer durch Fahrlässigkeit die Körperverletzung einer anderen Person verursacht, wird mit Freiheitsstrafe bis zu drei Jahren oder mit Geldstrafe bestraft.“ Katja steht auch ihr zur Seite, während sie sich unendliche Vorwürfe macht. Leslie kam mit einer Geldstrafe davon. Maria erholte sich vollständig von dem Unfall.

## Rezeption

### Einschaltquoten
Die Free-TV-Premiere am 29. Januar 2023 im ZDF verfolgten 5,95 Mio. Menschen, was einem Marktanteil von 18,7 % entspricht.